# Julio Vaccari
Julio César Vaccari (Máximo Paz, Provincia de Santa Fe, Argentina; 9 de julio de 1980) es un entrenador argentino. Actualmente dirige al Club Atlético Independiente de la Primera División de Argentina.   

## Trayectoria
Vaccari se graduó en Educación Física en la Universidad del Salvador y estuvo a cargo de los equipos de baja categoría Atlético Paz y Círculo Social y Deportivo General Belgrano de Santa Isabel en la liga venadense de futbol, antes de incorporarse al cuerpo técnico de Marcelo Bielsa en el Athletic Club como videoanalista. Siguió a Bielsa al Olympique de Marsella bajo el mismo rol, antes de unirse al cuerpo técnico de Gabriel Heinze en Godoy Cruz en 2015, ahora como asistente.
Vaccari siguió trabajando como asistente de Heinze en Argentinos Juniors y Vélez Sarsfield. El 30 de diciembre de 2020 regresó a este último club tras ser nombrado entrenador de la reserva.
El 24 de marzo de 2022, Vaccari fue nombrado entrenador interino de Vélez, luego de la renuncia de Mauricio Pellegrino. El 30 de mayo de 2022, volvió a dirigir a la reserva siendo reemplazado por Alexander Medina como entrenador del primer equipo.
El 13 de septiembre de 2022, Vaccari reemplazó a Sebastián Beccacece al frente de Defensa y Justicia.En mayo de 2024, presentó su renuncia luego de quedar eliminado en la Copa Sudamericana.
En junio de 2024, fue anunciado como entrenador de Independiente hasta diciembre de 2025.

## Estadísticas como entrenador
| Equipo                       | Div.                | Temporada           | Liga  | Liga | Liga | Liga | Liga |       | Copa | Copa | Copa | Copa  |    | Internacional | Internacional | Internacional | Internacional | Internacional |   | Otros | Otros | Otros | Otros |    | Totales | Totales     | Totales | Totales | Totales | Totales | Totales | Totales | Totales |
| Equipo                       | Div.                | Temporada           | Part. | G    | E    | P    | Pos. | Part. | G    | E    | P    | Part. | G  | E             | P             | Pos.          | Part.         | G             | E | P     | Part. | G     | E     | P  | Puntos  | Rendimiento | GF      | GC      | Dif.    |         |         |         |         |
| ---------------------------- | ------------------- | ------------------- | ----- | ---- | ---- | ---- | ---- | ----- | ---- | ---- | ---- | ----- | -- | ------------- | ------------- | ------------- | ------------- | ------------- | - | ----- | ----- | ----- | ----- | -- | ------- | ----------- | ------- | ------- | ------- | ------- | ------- | ------- | ------- |
| Vélez Sarsfield Argentina    | 1.ª                 | 2022                | -     | -    | -    | -    | -    | 7     | 3    | 3    | 1    | 6     | 2  | 2             | 2             | Int.          | -             | -             | - | -     | 13    | 5     | 5     | 3  | 20/39   | 51.28%      | 22      | 18      | +4      |         |         |         |         |
| Vélez Sarsfield Argentina    | Total               | Total               | -     | -    | -    | -    | -    | 7     | 3    | 3    | 1    | 6     | 2  | 2             | 2             | -             | -             | -             | - | -     | 13    | 5     | 5     | 3  | 20/39   | 51.28%      | 22      | 18      | +4      |         |         |         |         |
| Defensa y Justicia Argentina | 1.ª                 | 2022                | 7     | 4    | 3    | 0    | 12.º | -     | -    | -    | -    | -     | -  | -             | -             | -             | -             | -             | - | -     | 7     | 4     | 3     | 0  | 15/21   | 71.43%      | 11      | 6       | +5      |         |         |         |         |
| Defensa y Justicia Argentina | 1.ª                 | 2023                | 27    | 12   | 8    | 7    | 6.º  | 20    | 6    | 7    | 7    | 12    | 8  | 2             | 2             | 1/2           | -             | -             | - | -     | 59    | 26    | 17    | 16 | 95/177  | 53.67%      | 77      | 58      | +19     |         |         |         |         |
| Defensa y Justicia Argentina | 1.ª                 | 2024                | 1     | 0    | 0    | 1    | Inc. | 16    | 7    | 6    | 3    | 5     | 1  | 2             | 2             | Inc.          | -             | -             | - | -     | 22    | 8     | 8     | 6  | 32/66   | 48.48%      | 24      | 26      | -2      |         |         |         |         |
| Defensa y Justicia Argentina | Total               | Total               | 35    | 16   | 11   | 8    | -    | 36    | 13   | 13   | 10   | 17    | 9  | 4             | 4             | -             | -             | -             | - | -     | 88    | 38    | 28    | 22 | 142/264 | 53.79%      | 112     | 90      | +22     |         |         |         |         |
| Independiente Argentina      | 1.ª                 | 2024                | 22    | 8    | 10   | 4    | 7.º  | 2     | 1    | 0    | 1    | -     | -  | -             | -             | -             | -             | -             | - | -     | 24    | 9     | 10    | 5  | 37/72   | 51.39%      | 24      | 13      | +11     |         |         |         |         |
| Independiente Argentina      | 1.ª                 | 2025-A              | 19    | 10   | 6    | 3    | 1/2  | 2     | 2    | 0    | 0    | 6     | 4  | 0             | 2             | *             | -             | -             | - | -     | 27    | 16    | 6     | 5  | 54/81   | 66.67%      | 45      | 19      | +26     |         |         |         |         |
| Independiente Argentina      | 1.ª                 | 2025-C              | 5     | 0    | 2    | 3    | -    | 1     | 0    | 0    | 1    | 1     | 0  | 0             | 1             | -             | -             | -             | - | -     | 7     | 0     | 2     | 5  | 2/21    | 9.52%       | 4       | 10      | -6      |         |         |         |         |
| Independiente Argentina      | Total               | Total               | 46    | 18   | 18   | 10   | -    | 5     | 3    | 0    | 2    | 7     | 4  | 0             | 3             | -             | -             | -             | - | -     | 58    | 25    | 18    | 15 | 93/174  | 53.44%      | 73      | 42      | +31     |         |         |         |         |
| Total en su carrera          | Total en su carrera | Total en su carrera | 81    | 34   | 29   | 18   | -    | 48    | 19   | 16   | 13   | 30    | 15 | 6             | 9             | -             | -             | -             | - | -     | 159   | 68    | 51    | 40 | 255/477 | 53.46%      | 207     | 150     | +57     |         |         |         |         |
| 1. 2.                        |                     |                     |       |      |      |      |      |       |      |      |      |       |    |               |               |               |               |               |   |       |       |       |       |    |         |             |         |         |         |         |         |         |         |

#### Resumen por competencias
| Competición                   | PD  | G  | E  | P  | GF  | GC  | Dif. | Rendimiento | Mejor Resultado  |
| ----------------------------- | --- | -- | -- | -- | --- | --- | ---- | ----------- | ---------------- |
| Primera División de Argentina | 81  | 34 | 29 | 18 | 100 | 64  | +36  | 53.91%      | 6.º lugar        |
| Copa Argentina                | 12  | 6  | 2  | 4  | 14  | 10  | +4   | 55.56%      | Subcampeón       |
| Copa de la Liga Profesional   | 36  | 13 | 14 | 9  | 40  | 37  | +3   | 49.07%      | Cuartos de final |
| Copa Libertadores             | 6   | 2  | 2  | 2  | 12  | 11  | +1   | 44.44%      | Octavos de final |
| Copa Sudamericana             | 24  | 13 | 4  | 7  | 41  | 28  | +13  | 59.73%      | Semifinales      |
| Total                         | 159 | 68 | 51 | 40 | 207 | 150 | +57  | 53.46%      | Sin Títulos      |